# Декальб (округ, Джорджія)
Шаблон:StateAbbr_ 33°46′ пн. ш. 84°14′ зх. д. / 33.77° пн. ш. 84.23° зх. д.
Округ  Декальб (англ. DeKalb County) — округ (графство) у штаті  Джорджія, США. Ідентифікатор округу 13089.

## Історія
Округ утворений 1822 року.

## Демографія
За даними перепису 
2000 року 
загальне населення округу становило 665865 осіб, зокрема міського населення було 662907, а сільського — 2958.
Серед мешканців округу чоловіків було 322780, а жінок — 343085. В окрузі було 249339 домогосподарств, 156670 родин, які мешкали в 261231 будинках.
Середній розмір родини становив 3,2.
Віковий розподіл населення поданий у таблиці:
| Стать    | До 15 років | 15-21 | 22-29 | 30-39 | 40-49 | 50-65 | 65-85 | Понад 85 |
| -------- | ----------- | ----- | ----- | ----- | ----- | ----- | ----- | -------- |
| Чоловіки | 70566       | 33713 | 49877 | 62976 | 46759 | 38667 | 18625 | 1597     |
| Жінки    | 67902       | 31020 | 49310 | 62612 | 52985 | 46254 | 28253 | 4749     |

## Суміжні округи
- Гвіннетт – північ
- Рокдейл – схід
- Генрі – південь
- Клейтон – південний захід
- Фултон – захід

## Виноски
1. ↑  U.S. Decennial Census. United States Census Bureau. Архів оригіналу за 26 квітня 2015. Процитовано 21 червня 2014.
2. ↑  Historical Census Browser. University of Virginia Library. Архів оригіналу за 11 серпня 2012. Процитовано 21 червня 2014.
3. ↑  Population of Counties by Decennial Census: 1900 to 1990. United States Census Bureau. Архів оригіналу за 2 лютого 2019. Процитовано 21 червня 2014.
4. ↑  Census 2000 PHC-T-4. Ranking Tables for Counties: 1990 and 2000 (PDF). United States Census Bureau. Архів оригіналу (PDF) за 18 грудня 2014. Процитовано 21 червня 2014.
5. ↑  State & County QuickFacts. United States Census Bureau. Архів оригіналу за 3 липня 2011. Процитовано 21 червня 2014.(англ.) Наведено за англійською вікіпедією.
6. ↑  American FactFinder. Бюро перепису населення США. Архів оригіналу за 21 травня 2008. Процитовано 31 січня 2008.

| США | Це незавершена стаття з географії США. Ви можете допомогти проєкту, виправивши або дописавши її. |